# Centre de calcul de l'IN2P3
Le Centre de calcul de l'IN2P3 (CC-IN2P3) est une unité d'appui et de recherche (UAR 6402) de l'IN2P3, lui-même un institut national de recherche fondamentale du CNRS.
Son rôle est de fournir des moyens informatiques (développement, calculs, stockage) aux expériences de la physique des particules (principalement), ainsi que des services variés (réseau, DNS, support…).

## Création et localisation géographique
Le CC-IN2P3, initialement appelé Centre de Calcul de Physique Nucléaire est créé au tout début des années soixante par trois laboratoires (Laboratoire de physique nucléaire et des hautes énergies de l’École Polytechnique, Collège de France et celui de l’université actuellement appelée Paris VI). Il est à l’origine installé sur le campus de Jussieu, à Paris, sur l'ancien site de La Halle aux Vins.
Le CC-IN2P3 est installé depuis 1986 sur le campus Lyon-Tech La Doua, à Villeurbanne (Lyon).

## Rôles
Le caractère indéterministe de la physique subatomique requiert l’analyse statistique de milliards d’interactions entre particules afin d’étudier les processus fondamentaux. D’un point de vue informatique, cette analyse suppose le transport, le stockage et le traitement d’énormes quantités de données.
Face à cette problématique, le CC-IN2P3 a développé des compétences dans plusieurs domaines, en particulier la conception, l’installation et l’exploitation des fermes d'ordinateurs pour le traitement des données (simulation, dépouillement, analyse statistique, visualisation), la conception et la mise en œuvre d’une architecture pour le stockage massif de données (bases de données, réseau de stockage, disques sécurisés, bandothèque automatisée, accès hautes performances) et la mise en place de l’infrastructure de transport des données (réseaux locaux et étendus à très haut débit).
Le CC-IN2P3 est un acteur du calcul scientifique pour l'exploitation des données du collisionneur LHC du CERN. Dans le cadre de l'organisation W-LCG (Worldwide LHC Computing Grid), il est l'un des 11 centres de calcul mondiaux de premier niveau de traitement des données du LHC.
Le CC-IN2P3 a développé une expertise dans les technologies de grille informatique (grid computing) et est devenu aujourd’hui un acteur du dispositif en France, notamment à travers le projet de grille multidisciplinaire européenne EGEE (Enabling Grids for E-sciencE).
Le CC-IN2P3 a ouvert ses portes aux biologistes, dont les besoins sont proches de ceux de la physique subatomique en particulier dans le domaine du stockage et du partage des données.
Le CC-IN2P3 répond ainsi aux besoins informatiques de plus de 2 500 personnes et participe à une cinquantaine d’expériences d’envergure dans les domaines de la physique des particules, de la physique des astroparticules, de la physique hadronique et de la matière nucléaire.

## Le CC-IN2P3 en chiffres

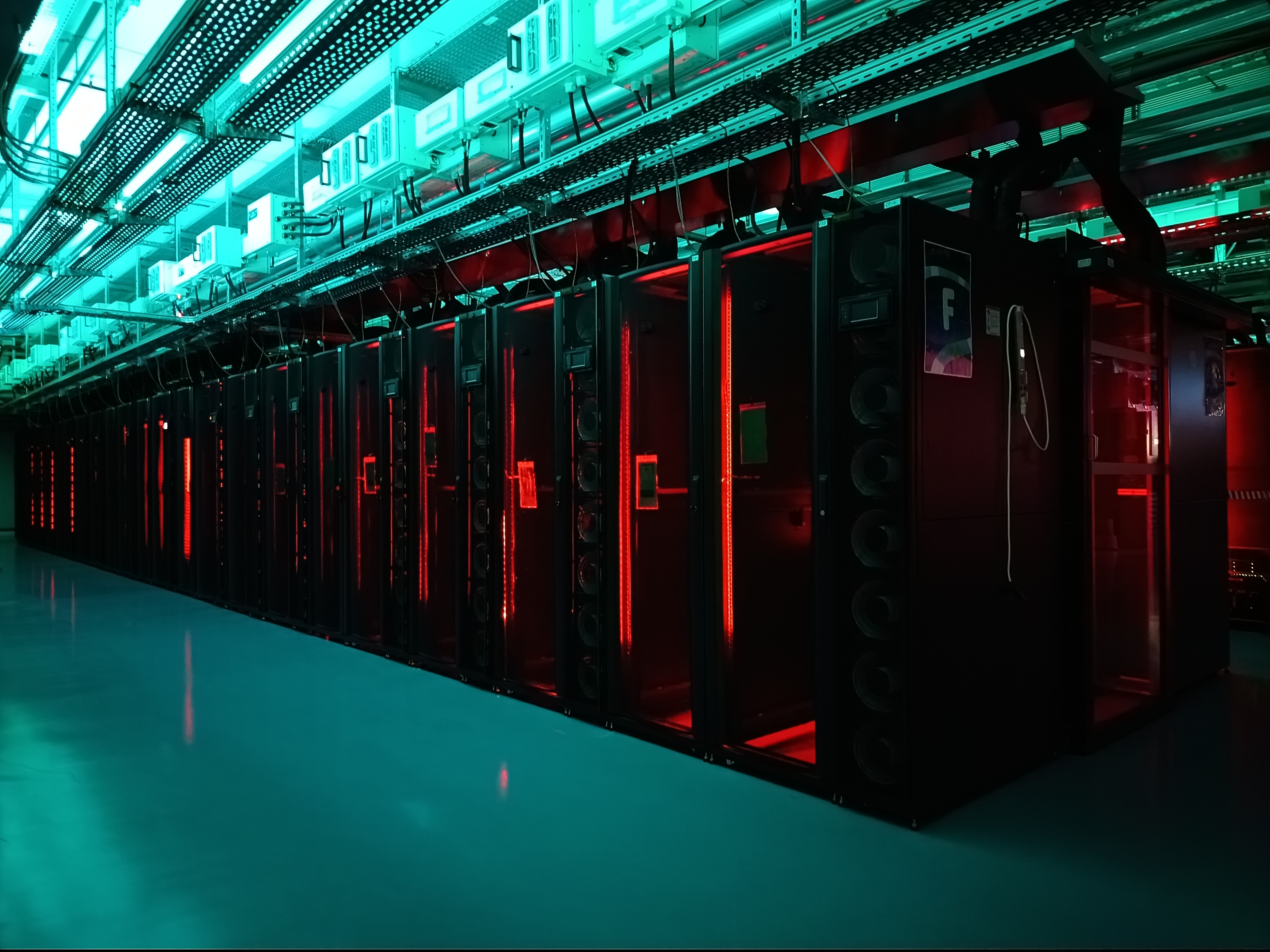
Exemple de calculateur.

Début 2006, le CC-IN2P3 met à la disposition de ses utilisateurs :
- Environ 1500 processeurs représentant une puissance de calcul de 1.5 million de SpecINT 2000 ou 3.5 TFlops, accessibles à travers des fermes de calcul. Les dernières machines acquises sont des bi-processeurs Intel à quatre cœurs équipés de 16 Go de mémoire, et les précédents des bi-processeurs Opteron à double cœur équipés de 8 Go de mémoire vive.
- Environ 300 To de disques hautes performances servis par une centaine de serveurs. Ces disques sont interconnectés par l'intermédiaire d'un réseau de stockage Fibre Channel.
- Six silos de stockage de masse STK d'une capacité totale de 36 000 cassettes magnétiques.
- Un réseau local Ethernet à 10 Gbit/s.
- Une connexion vers le réseau d'éducation et de recherche français RENATER et par son intermédiaire vers le réseau européen GÉANT2 ;
- Une liaison dédiée à 10 Gbit/s vers le CERN.

D'ici 2008, la capacité de calcul et de stockage du CC-IN2P3 sera multipliée par dix.
En 2010 :
- La puissance de calcul de l'IN2P3 est de plus de 11 millions de SpecInt2000 soit 25,7 Téraflops.
- La plateforme de calcul est basée sur un système d'exploitation Linux.
- Stockage des données sur deux niveaux (Disque Dur et Bande Magnétique), les disques durs servent de cache et les bandes magnétiques pour le stockage (Les disques durs permettent un accès plus rapide aux données par rapport à la bande magnétique).

En 2015 :
- Un réseau local Ethernet à 100 Gbit/s

## Extension du CC-IN2P3
Les infrastructures électriques et climatiques du CC-IN2P3 ont atteint leurs limites et ne permettaient pas la croissance nécessaire des moyens de calcul et de stockage.
La construction d'une extension des infrastructures est terminée (2011), afin d'ajouter à la structure actuelle une nouvelle salle machine d'environ 800 m², ainsi que l'infrastructure électrique et climatique nécessaire pour cette salle.
Cette extension est prévue pour – à pleine puissance – atteindre une consommation électrique globale de 5MW.

## Services hébergés
Le CC-IN2P3 héberge plusieurs services ou unités du CNRS dans ses locaux :
- Centre pour la Communication Scientifique Directe (CCSD)
- Unité Réseaux du CNRS (UREC) de Lyon
- Cellule Sûreté Nucléaire et Radioprotection (SNR) de l'IN2P3
- Service CAO Mécanique de l’IN2P3